# Anne Sexton
Anne Sexton, geboren als Anne Gray Harvey (Newton (Massachusetts), 9 november 1928 – Weston (Massachusetts), 4 oktober 1974), was een Amerikaanse dichteres. In 1967 won ze de Pulitzerprijs voor poëzie.

## Leven en werk
Sexton groeide op in Boston en was eind jaren veertig een tijdje fotomodel. In 1948 huwde ze Alfred Sexton, met wie ze twee dochters kreeg.
Vanaf 1954 leed Sexton, die eerder al anorexia-problemen had gehad, aan manische depressiviteit. Haar psychiater, Martin Theodore Orne, stimuleerde haar om poëzie te gaan schrijven. Ze volgde workshops aan de Universiteit van Boston bij de dichters John Holmes en Robert Lowell en kreeg haar gedichten gepubliceerd in vooraanstaande tijdschriften als The New Yorker, Harper's Magazine en Saturday Review. Ze was bevriend met Sylvia Plath en W.D. Snodgrass, die beiden grote invloed hadden op haar werk. Haar bundels hadden in de jaren zestig veel succes. In 1967 won ze de Pulitzer Prijs voor haar bundel Live or Die (1966).
Sexton wordt als dichteres gerekend tot de “confessional poets”, sterk autobiografisch schrijvend, steeds sterk haar vrouwelijke identiteit benadrukkend, met blootlegging van de meest intieme details uit haar leven. “Poëzie moet pijn doen”, schreef ze zelf. Veel van haar gedichten gaan over waanzin en haar verblijf in psychiatrische inrichtingen. In voor die tijd schokkende bewoordingen en met snel wisselende, haast surrealistisch aandoende beeldspraak, beschreef ze verder relatie- en generatieproblemen, religieuze inzichten, maar ook lichamelijke processen als menstruatie en abortus. Na de zelfmoord van Sylvia Plath schreef ze ook steeds vaker over de vraag of dat ook voor haar niet de beste keuze zou zijn.
Sexton had vanaf 1956 al meerdere keren een suïcidepoging gedaan. Op 4 oktober 1974 had ze geluncht met schrijfster Maxine Kumin, ging naar huis, trok haar moeders bontjas aan en ging met een glas wodka in de garage zitten. Daar startte ze haar auto en stierf door koolmonoxide-vergiftiging.

## Bibliografie

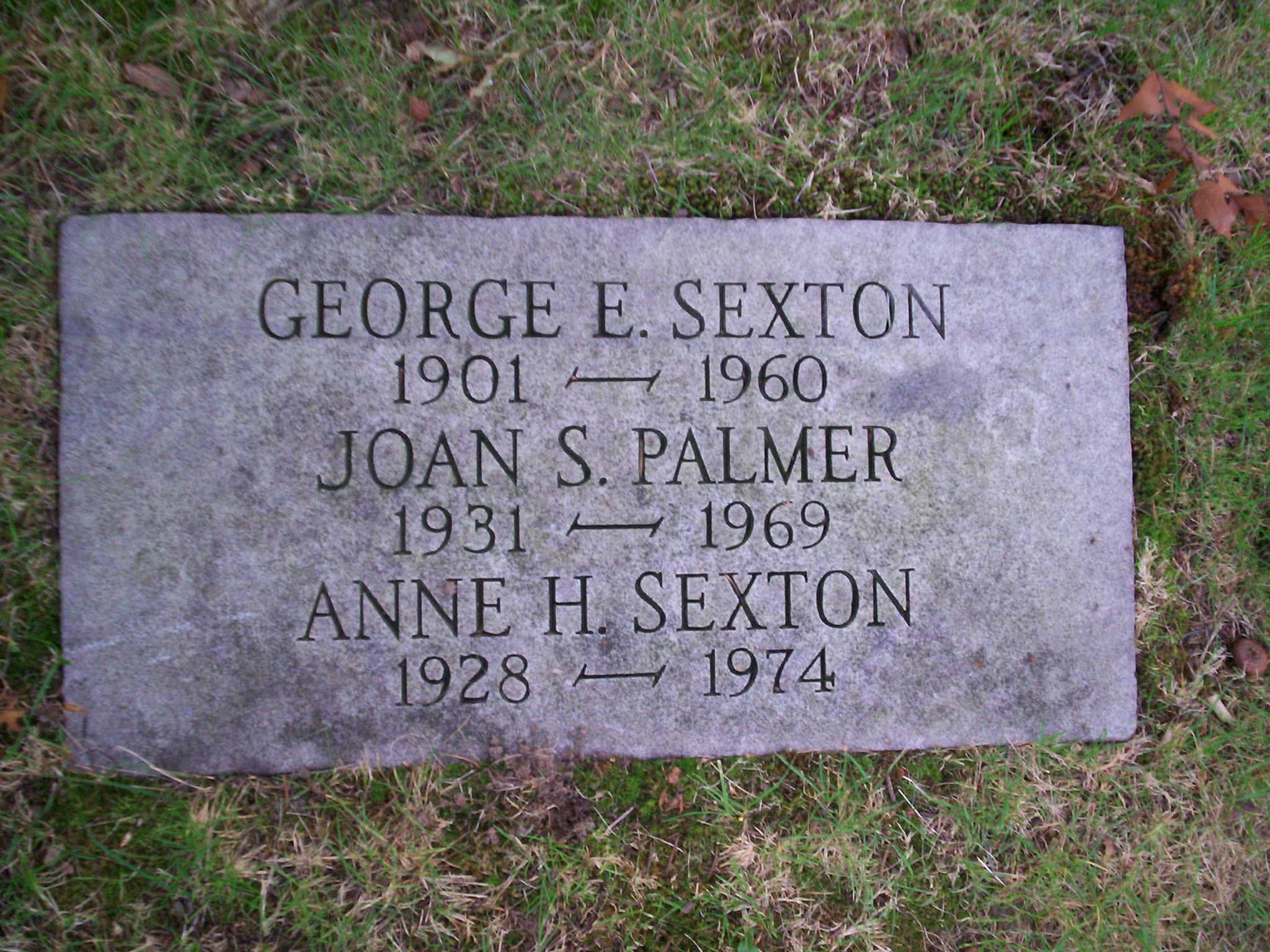
Put on a clean shirt
before you die, some Russian said.
Nothing with drool, please,
no egg spots, no blood,
no sweat, no sperm.
You want me clean, God,
so I'll try to comply.
(Uit “Clothes”)

### Kinderboeken
Geschreven samen met Maxine Kumin
- 1963: Eggs of Things (Leonard Shortall)
- 1964: More Eggs of Things (geïllustreerd door Leonard Shortall)
- 1974: Joey and the Birthday Present (geïllustreerd door Evaline Ness)
- 1975: The Wizard's Tears (geïllustreerd door Evaline Ness)